# Amor fati
Amor fati (do latim amor, nominativo singular de amor,óris: 'amor a algo' e fati genitivo singular de fatum,i, 'destino') é uma expressão latina que significa 'amor ao destino', 'amor ao fado'. No estoicismo e na filosofia de Friedrich Nietzsche, significa a aceitação integral da vida e do destino humano, mesmo em seus aspectos mais cruéis e dolorosos – aceitação de que só um espírito superior é capaz.
Expressão usada por Nietzsche como "fórmula para a grandeza do homem" e que significa: "Não querer nada de diferente do que é, nem no futuro, nem no passado, nem por toda a eternidade. Não só suportar o que é necessário, mas amá-lo". Essa fórmula exprime a atitude própria do super-homem e a natureza do "espírito dionisíaco", enquanto aceitação integral e entusiástica da vida em todos os seus aspectos, mesmo nos mais desconcertantes, tristes e cruéis (Ecce Homo, passim; Wille zurMacht, ed. Krõner, I, § 282)